# Spišské Hanušovce
Spišské Hanušovce (bis 1927 slowakisch „Hanušovce“; deutsch Hannsdorf oder Henschau, ungarisch Hanusfalva) ist eine Gemeinde im Norden der Slowakei mit 781 Einwohnern (31. Dezember 2024). Sie gehört zum Okres Kežmarok, einem Teil des Prešovský kraj und wird zur traditionellen Landschaft Zips gezählt.

## Geographie
Die Gemeinde befindet sich im Gebirge Zipser Magura am Bach Rieka, unweit der polnischen Grenze. Das Ortszentrum liegt auf einer Höhe von 614 m n.m. und ist sieben Kilometer von Spišská Stará Ves sowie 30 Kilometer von Kežmarok entfernt.

## Geschichte
Der Ort wurde 1313 von einem Schultheiß nach deutschem Recht gegründet und hieß damals Henus. Der Landecker Kreuzorden behielt das Dorf bis 1593, danach wechselten die Besitzer zwischen Landadel und der Burg in Käsmark.
1828 sind 93 Häuser und 682 Einwohner verzeichnet, die in Landwirtschaft und als Fuhrmänner beschäftigt waren.
Bis 1918 gehörte der im Komitat Zips liegende Ort zum Königreich Ungarn und kam danach zur Tschechoslowakei bzw. heute Slowakei.

## Bevölkerung
| Jahr                | 1994 | 2004    | 2014     | 2024    |
| ------------------- | ---- | ------- | -------- | ------- |
| Anzahl der Personen | 669  | 651     | 757      | 781     |
| Unterschied         |      | −2,69 % | +16,28 % | +3,17 % |

| Jahr                | 2023 | 2024    |
| ------------------- | ---- | ------- |
| Anzahl der Personen | 770  | 781     |
| Unterschied         |      | +1,42 % |

Ergebnisse nach der Volkszählung 2001 (659 Einwohner):
| Nach Ethnie: - 98,63 % Slowaken - 0,30 % Polen - 0,15 % Tschechen | Nach Konfession: - 96,97 % römisch-katholisch - 1,21 % keine Angabe - 1,06 % griechisch-katholisch - 0,61 % evangelisch - 0,15 % konfessionslos |

## Sehenswürdigkeiten
- römisch-katholische Andreaskirche im barocken Stil, auf dem Grundriss einer mittelalterlichen Kirche erbaut und heute klassizistisch gestaltet
- Spillenberg-Landschloss im klassizistischen Stil aus dem 19. Jahrhundert, heute zu einem Hotel umgewandelt
- zwei Kapellen aus dem 18. und 19. Jahrhundert